# Valentina Giovagnini
Valentina Giovagnini, née le 6 avril 1980 à Arezzo (Italie) et morte le 2 janvier 2009 dans la province de la même ville, est une chanteuse italienne de pop, active de 2001 à 2009. 

## Biographie
Valentina Giovagnini a fait sa première apparition au festival de musique de Sanremo (catégorie jeunes) en 2002, arrivant à la deuxième place avec la chanson « Il passo silenzioso della neve », qui obtient le prix du meilleur arrangement.
Son premier album solo, « Creatura nuda » (« Créature nue »), sorti en mars 2002, utilise des instruments typiquement celtes comme le sifflet, la musette de cour, et les uilleann pipes.
En novembre 2008, la chanteuse annonce travailler sur un second album.

### Mort
Dans l’après-midi du 2 janvier 2009, Giovagnini est au volant de sa Nissan Micra sur la route qui relie Pozzo della Chiana, où elle habite, à Foiano della Chiana en Toscane. Alors qu’elle est près de Santa Luce, Giovagnini fait une sortie de route, heurte un arbre, et finit sa course au milieu d’un champ. Gravement blessée, elle est transportée à l’hôpital de Sienne, où elle fait l’objet d’une opération chirurgicale, sans succès. Elle meurt des suites de ses blessures. 
Son second album, intitulé « L’amore non ha fine » (« L’Amour n’a pas de fin »), contenant des chansons enregistrées de 2003 à 2008 et jamais parues auparavant, sort en mai 2009 à la suite des demandes de sa famille. Il comprend la piste « L’amore non ha fine » qui lui donne son titre.

## Discographie
- 2002 : Creatura nuda (Virgin)

1. Senza origine
2. Creatura nuda
3. Il passo silenzioso della neve
4. Metamorfosi
5. Mi fai vivere
6. Madrigale
7. Il trono dei pazzi
8. La formula
9. Accarezzando a piedi nudi l'erba delle colline di Donegal
10. Libera
11. Dovevo dire di no (il traffico dei sensi)
12. Senza origine (Allemanda)

- 2009 : L’amore non ha fine (Edel Music)

1. L'amore non ha fine
2. L'altra metà della luna
3. L'attesa infinita
4. Continuamente
5. Voglio quello che sento
6. Non piango più
7. Bellissima idea
8. La mia natura
9. Non dimenticare mai
10. Nei silenzi miei
11. Sonnambula
12. Ogni viaggio che ho aspettato
13. Hallelujah (morceau caché)
14. Somewhere over the rainbow (morceau caché)